# Haapajärvi (sjö i Pieksämäki, Södra Savolax)
Haapajärvi är en sjö i kommunerna Pieksämäki och Suonenjoki i landskapen Södra Savolax och Norra Savolax i Finland. Sjön ligger 102,1 meter över havet. Den är 12,02 meter djup. Arean är 1,82 kvadratkilometer och strandlinjen är 18,14 kilometer lång. Sjön  ingår i Kymmene älvs huvudavrinningsområde.   Den ligger omkring 87 kilometer norr om S:t Michel, omkring 51 kilometer sydväst om Kuopio och omkring 280 kilometer norr om Helsingfors. 
I sjön finns öarna Käärmesaari och Sourunsaari. 
Söder om Haapajärvi ligger Haapajoki. 